# Бенядікова
Бенядікова (словац. Beňadiková) — село, громада в окрузі Ліптовски Мікулаш, Жилінський край, центральна Словаччина.
Поруч протікає річка Трновець.

## Населення
| Рік:            | 1994. | 2004.   | 2014.    | 2024.   |
| --------------- | ----- | ------- | -------- | ------- |
| Кількість осіб: | 431   | 435     | 481      | 527     |
| Різниця:        |       | +0,92 % | +10,57 % | +9,56 % |

| Рік:            | 2023. | 2024.   |
| --------------- | ----- | ------- |
| Кількість осіб: | 528   | 527     |
| Різниця:        |       | -0,18 % |